# Майсурадзе, Анзор Амвросиевич
Анзор Амвросиевич Майсурадзе (груз. ანზორ ამვროზიევიჩ მაისურაძე; род. 9 мая 1937, Тбилиси) — советский грузинский военный деятель, генерал-майор госбезопасности (7 мая 1992 года), последний председатель КГБ Грузинской ССР (с 30 сентября 1991 по 8 января 1992 года).

## Биография
Окончил исторический факультет Тбилисского государственного университета в 1960 году, в 1960—1961 годах — освобождённый секретарь комсомольской организации химического комбината в городе Рустави. В органах госбезопасности с 15 августа 1961 года в звании младшего лейтенанта (присвоено 19 января того же года).
Учился в Высшей школе КГБ СССР на двухгодичных курсах оперативного состава со знанием иностранного языка. С 1 марта 1963 года работал в КГБ Грузинской ССР (9 сентября того же года произведён в лейтенанты), занимал следующие посты:
- оперуполномоченный 1-го отдела (до 26 июля 1963, с 8 февраля по 1 сентября 1965)
- оперуполномоченный 4-го отделения 2-го отдела (26 июля 1963 — 1 сентября 1965)

1 сентября 1965 года отправлен на учёбу в школу № 101 Первого главного управления КГБ СССР, окончил её 1 августа 1966 года и стал оперуполномоченным Первого главного управления, 14 февраля 1967 года произведён в старшие лейтенанты. 5 августа 1969 года назначен оперуполномоченным Пятого управления КГБ СССР, 10 апреля 1970 года произведён в капитаны. 4 мая 1971 года выведен в резерв ПГУ и отправлен в загранкомандировку в Иорданию, где работал до 1976 года. 2 ноября 1973 года произведён в майоры. По собственному утверждению, также проработал восемь с половиной лет в Иране
По возвращении на родину снова вернулся в КГБ СССР и занимал следующие посты:
- заместитель начальника 6-го отделения (с 28 сентября 1976 года)
- заместитель начальника 5-го отделения (с 10 мая 1977 года)
- начальник 5-го отделения 2-го отдела (с 29 апреля 1978 года)

В декабре 1978 года отправился в загранкомандировку в Ирак, действуя под прикрытием должности вице-консула консульства СССР в Басре; 17 сентября 1979 года произведён в подполковники. После возвращения занимал следующие должности в КГБ Грузинской ССР:
- заместитель начальника 5-го отдела (5 ноября 1979 года — 29 июня 1984 года)
- начальник 1-го отдела (29 июня 1984 года — 6 марта 1990 года). 19 февраля произведён в подполковники
- начальник отдела «З» (6 марта 1990 года — 30 сентября 1991 года)

Во время событий Перестройки осуждал насилие против организаторов митингов в поддержку суверенитета и независимости Грузии, однако отметил, что из-за противоречивых указаний, приходивших из Москвы, трагедий избегать не удавалось.
С 30 сентября 1991 по 8 января 1992 года был председателем КГБ Грузинской ССР — последним человеком, занимавшим подобную должность. По собственному убеждению, с работы ушёл 2 декабря 1991 года после того, как отказался выполнять требование Звиада Гамсахурдии — огласить публично в эфире грузинского телевидения список из 30 лиц, которые якобы были «агентами Кремля».
Карьеру продолжил в силовых структурах независимой Грузии. С 8 января по 2 мая 1992 года был исполняющим обязанности Министерства государственной безопасности Грузии. На первых совещаниях, по собственным словам, уделял большое внимание задачам обеспечения продовольственной безопасности страны, но это, по словам генерал-лейтенанта госбезопасности Игоря Гиоргадзе, выливалось в банальные обыски в ларьках. Позже Майсурадзе был отправлен в отставку, его сменил Тамаз Нинуа, затем — после преобразования МГБ в Службу информации и разведки — Ираклий Батиашвили. Однако Батиашвили на посту начальника госбезопасности оказался полнейшим дилетантом.
Позже Майсурадзе занимал следующие посты:
- 1-й заместитель директора Департамента разведки Министерства обороны (7 мая 1992 года — 1993 год), с момента вступления в должность генерал-майор госбезопасности
- консультант директора Государственного департамента разведки (31 декабря 1997 года — 1 января 2000 года)
- заместитель директора Департамента разведки Министерства безопасности (1 апреля — 4 июня 2004 года)

Награждён орденом «Знак Почёта».